# 赤帶頰鱗胎䲁
赤帶頰鱗胎䲁（學名：Blennophis striatus），為輻鰭魚綱䲁形目胎䲁科頰鱗胎䲁屬的一個種，分布於東南大西洋南非薩爾達尼亞灣至東倫敦海域，本魚身體細長、結實且呈圓柱形，側線曲線明顯，每隻眼睛上方都有一根觸手，由一根短而扁平的肉質莖組成，末端有一小條細小的觸手，頭部尖銳，鼻子呈鈍楔形，兩眼之間凸起，嘴巴開口較小，下顎略長於上顎，嘴唇較厚，前鼻孔上的觸鬚細長，匙形，體紅褐色或綠色，身體從眼睛、胸鰭後方到尾鰭覆蓋著交替的粉褐色和白色縱向平行線，背鰭在眼睛與鼻子之間有一條白色帶，從眼睛到鼻子有一條棕色帶，延伸到下唇，背鰭、鰭條外緣及尾鰭尖端為白色，腹鰭內半部為白色，外側部分為紅褐色，肩膀有一顆邊緣淺色的深色眼斑，兩條深色線條從眼睛延伸至臉頰。幼魚呈白色，有深色縱向條紋，背鰭硬棘45-50枚、背鰭軟條2-4枚、臀鰭硬棘2枚、臀鰭軟條28-31枚，體長可達17.5公分，棲息在潮間帶潮池，雌魚產附著性卵，雄魚會守護卵，幼魚為浮游性，生活習性不明。